# Прибільська сільська рада
Прибі́льська сільська рада (рос. Прибельский сельский совет) — муніципальне утворення у складі Кармаскалинського району Башкортостану, Росія. Адміністративний центр — село Прибільський.

## Населення
Населення — 4883 особи (2019, 5345 в 2010, 5501 в 2002).

## Склад
До складу поселення входять такі населені пункти:
| Населений пункт                   | Населення, осіб (2002) | Населення, осіб (2010) |
| --------------------------------- | ---------------------- | ---------------------- |
| Прибільський, село                | 4959                   | 4859                   |
| Сарт-Наурузово, присілок          | 467                    | 404                    |
| Станції Сахарозаводська, присілок | 75                     | 82                     |